# Twedt
Twedt (dänisch Tved) ist eine Gemeinde im Kreis Schleswig-Flensburg in Schleswig-Holstein.

## Geografie

### Geografische Lage
Das Gemeindegebiet von Twedt erstreckt sich im Süden vom Naturraum Angeln auf Höhenlagen zwischen 4 und 35 Metern über Normalhöhennull südöstlich der Wellspanger-/Boholzer Au. Der Bachlauf geht im weiteren Verlauf in die Loiter Au über, die weitestgehend die östliche Gemeindegrenze abbildet. Sie mündet als Füsinger Au weiter südlich beim namengebenden Ortsteil der Gemeinde Schaalby in die Kleine Breite der Schlei.

### Gemeindegliederung
Neben dem Dorf gleichen Namens befinden sich auch die weiteren Dörfer Grumby und Buschau (dänisch Boskov, tlw. auch Byskov genannt), weiterhin unter anderem die Hofsiedlung Lücke (dänisch Løkkegaarde) und das Gut Alttolkschuby sowie der Wohnplatz Pokier im Gemeindegebiet.

### Nachbargemeinden
An das Gemeindegebiet von Twedt grenzen:
| Struxdorf | Böel                                        | Süderbrarup (OT Brebel) |
| Tolk      | Kompassrose, die auf Nachbargemeinden zeigt | Loit                    |
|           |                                             | Taarstedt               |

## Geschichte
Die Siedlung Twedt wurde erstmals 1231 im Waldemar-Erdbuch erwähnt. Das Dorf war teilweise im Besitz des dänischen Königs. Später gehörten drei Höfe und zwei Katen dem Schleswiger Domkapitel. Im Jahr 1777 wurde der Ort der Struxdorfharde (Strukstrup Herred) unterstellt. Der ältere südliche Siedlungsteil ist als Runddorf angelegt, der nördliche später um die neue umgehende Straße gebaut worden. Administrativ unterstand der Ort in der dänischen Zeit dem Kirchspiel Tolk in der Struxdorfharde.
Der Ortsname Twedt geht auf dän. tved in der Bedeutung Rodung zurück (vgl. altnorw. þveit zu altnord. þeuta, neunorw. tveita, schwed-dialektal tveta für abhauen). Grumby ist ebenfalls 1231 erstmals über das Waldemar-Erdbuch schriftlich dokumentiert. Der Ortsname bedeutet Dorf des Grummi, ein ursprünglicher Beiname, der auf altdän. und norw. grum in der Bedeutung stolz, prächtig verweist. Buschau (Boskov od. Burskov) wurde erstmals  1601 erwähnt und bedeutet bogenförmiger Wald zu dän bue für Bogen und skov für Wald. Der Hofname Elkier (Ellekjær) ist erstmals 1804 verzeichnet und bezeichnet einen Erlenbruch zu dän. elle für Erle. Der Dreiseithof Lücke (Løkkegård) wurde 1760 als Meierhof des Kanzleigutes Grumby angelegt. Vörbarg wurde erstmals 1804/05 bei du Plat genannt; der Name ist niederdeutsch, zurückgehend auf angeldän. fyr für Föhre (Kiefern, neudän. fyrre).

### Eingemeindungen
Die Gemeinde Twedt entstand am 1. August 1970 durch die Zusammenlegung der Gemeinden Grumby und Buschau.

## Religion
70 % der Einwohner von Twedt sind evangelisch, 5 % katholisch. Die Lutheraner sind der Kirchengemeinde Angeln-Süd der Evangelisch-Lutherischen Kirche in Norddeutschland zugeordnet, deren nächste Kirche in Tolk steht. Für die Katholiken ist die Pfarrei Stella Maris mit Sitz in Flensburg, Erzbistum Hamburg, zuständig; die nächste Filialkirche ist Christ König in Süderbrarup.

## Politik

### Bürgermeister
Von 1998 bis 2013 war Heinrich-Wilhelm Horstmann (CDU) Bürgermeister von Twedt. Sein Nachfolger ist seit 2013 Alexander Schmidt (CDU), der 2023 zum dritten Mal gewählt wurde.

### Gemeindevertretung
Bei der Kommunalwahl am 14. Mai 2023 wurden insgesamt neun Sitze vergeben. Diese fielen alle an die CDU. Die Wahlbeteiligung betrug 59,1 %.

### Wappen
Blasonierung: „Von Blau und Gold schräglinks geteilt, darauf ein Welleninnenbord und eine Urne in verwechselten Farben.“

## Sehenswürdigkeiten
In der Gemeinde Twedt gibt es hauptsächlich zwei offizielle Kulturdenkmale zu sehen: den Hof Lücke und die Alte Meierei

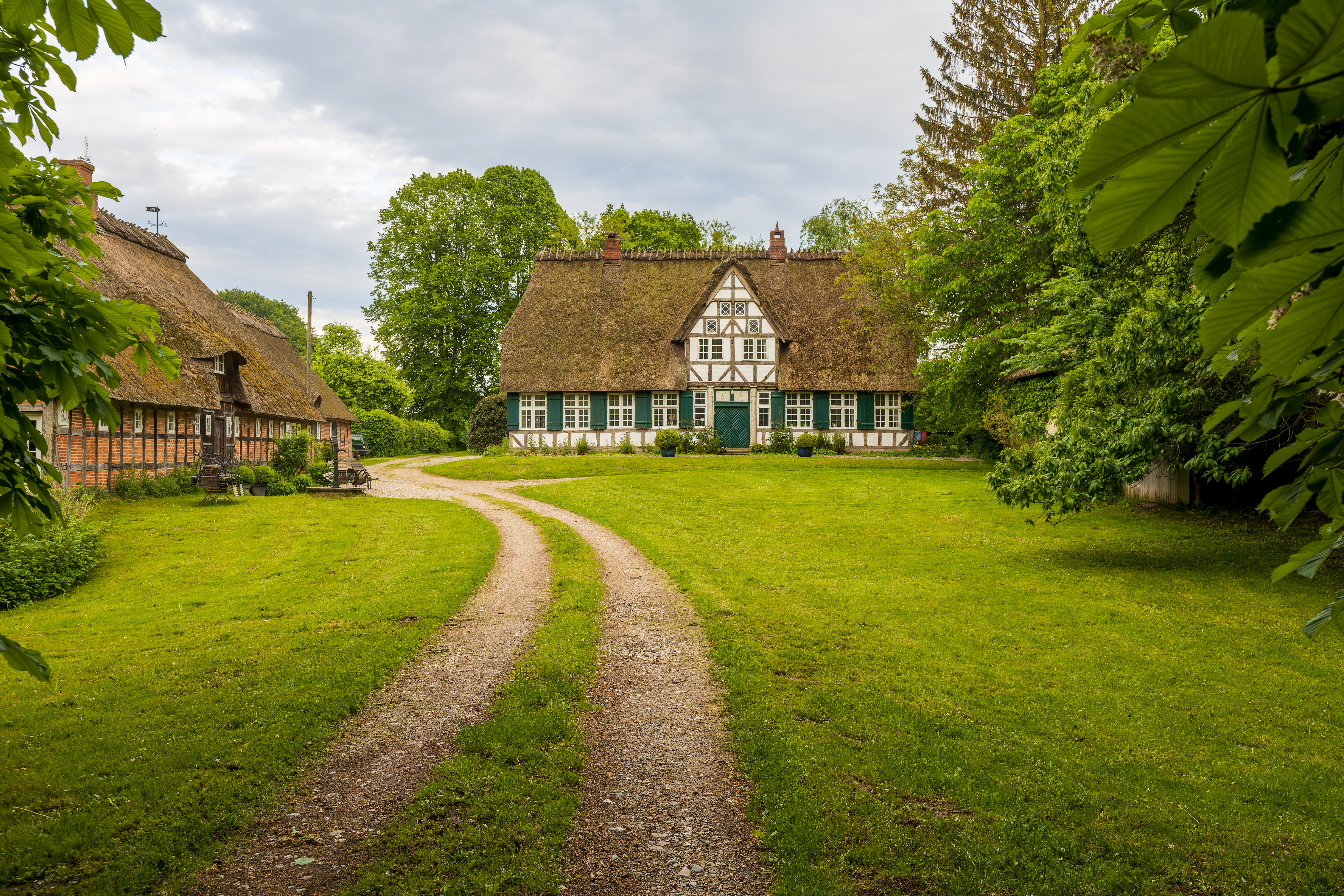
Hof Lücke
Hof Lücke ist heute ein Urlaubhof, welcher Haushälften von jeweils 130 m² und 100 m² vermietet. Der Hof wurde 1763 gegründet und steht seit 1982 unter Denkmalschutz. Er ist jedoch am meisten dafür bekannt, dass er ein Drehort für den 2014 erschienenen Film Bibi & Tina: Voll verhext! war. Auf dem Hof wurden auch einige Folgen der Fernsehserie Der Landarzt aufgezeichnet.
Alte Meierei

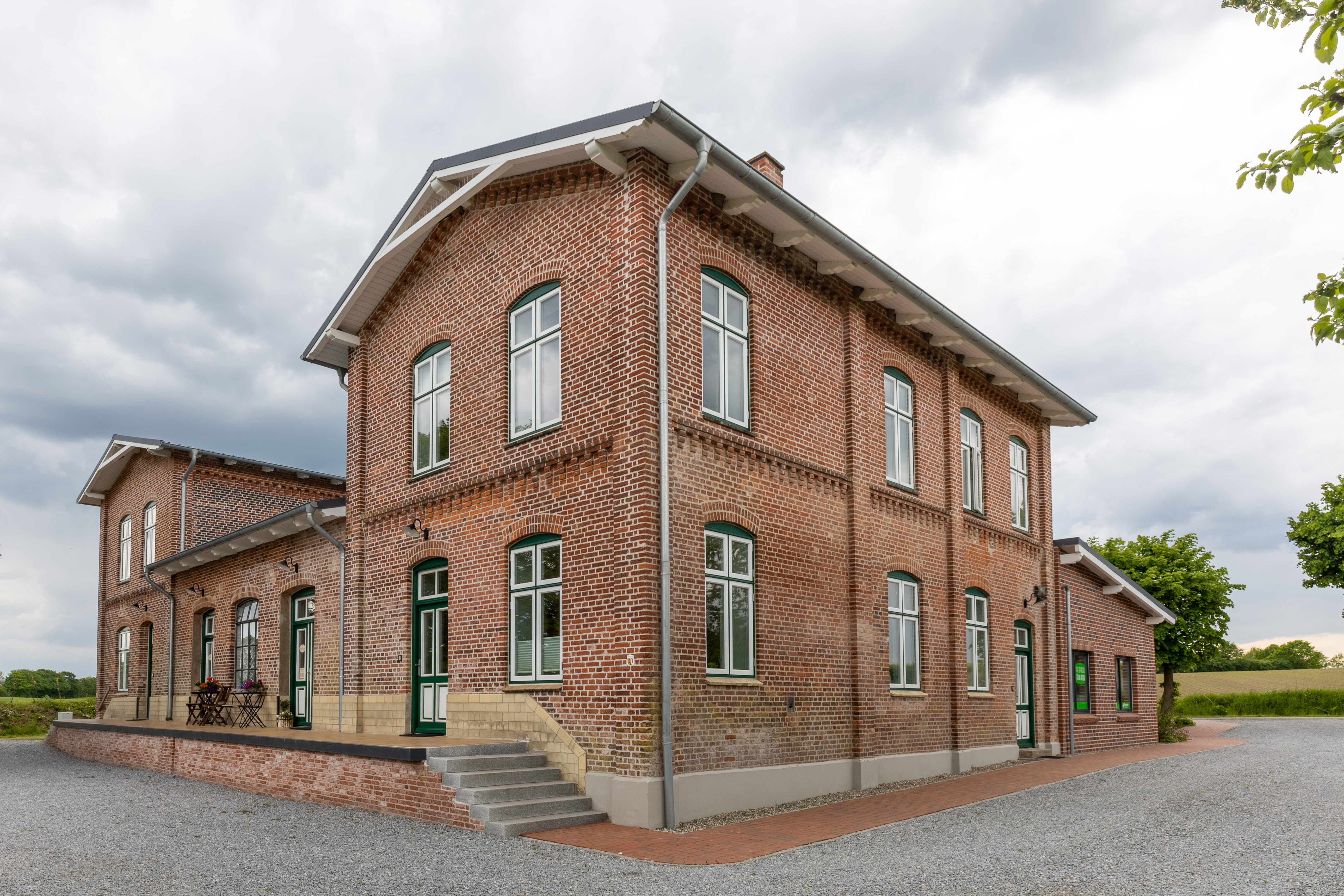
Alte Meierei Twedt

Die Alte Meierei von Twedt wurde 1888 gegründet, seitdem diente das Gebäude bis 1971 als eine normale Meierei, bis 1972 die Meiereigenossenschaft Loiter Au, deren Teil die Alte Meierei war, aufgelöst wurde. 1974 wurde sie an den Künstler Klaus Düwal verkauft, dieser organisierte in der Alten Meierei Theaterstücke und Aufstellungen. 1978 wurde die Alte Meierei erneut verkauft, diesmal an den Künstler und Schreiner Josef Gerats. Er machte die Alte Meierei zu einer Kunstwerkstatt mit Café. Heute ist die Alte Meierei aufgeteilt in eine Ferienwohnungen.

## Wirtschaft und Infrastruktur

### Wirtschaftsstruktur

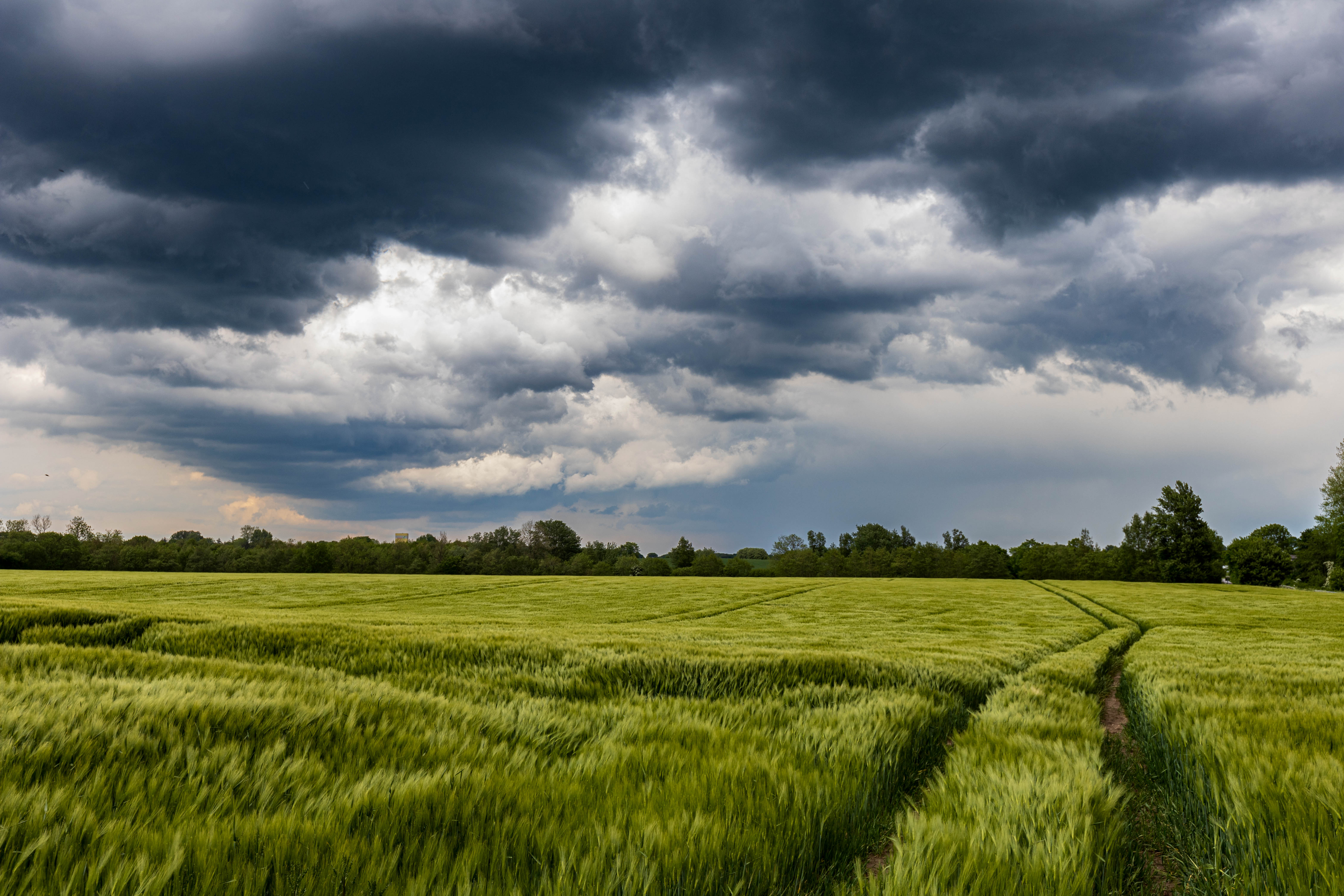
Getreideanbau in Twedt

Die Wirtschaftsstruktur in der Gemeinde ist traditionell durch die landwirtschaftliche Urproduktion geprägt. Es dominiert heute der Ackerbau.
Mittlerweile stärkt auch die Erzeugung von erneuerbarer Energie mittels Windkraftanlagen oder in einer Biogasanlage die örtliche Wirtschaftskraft. In der Gemeinde befindet sich der Windpark Twedt.
Privatunternehmen, wie etwa Bauunternehmen, Tischler, Maler, und Ferienhäuser sind in Twedt auch vertreten.

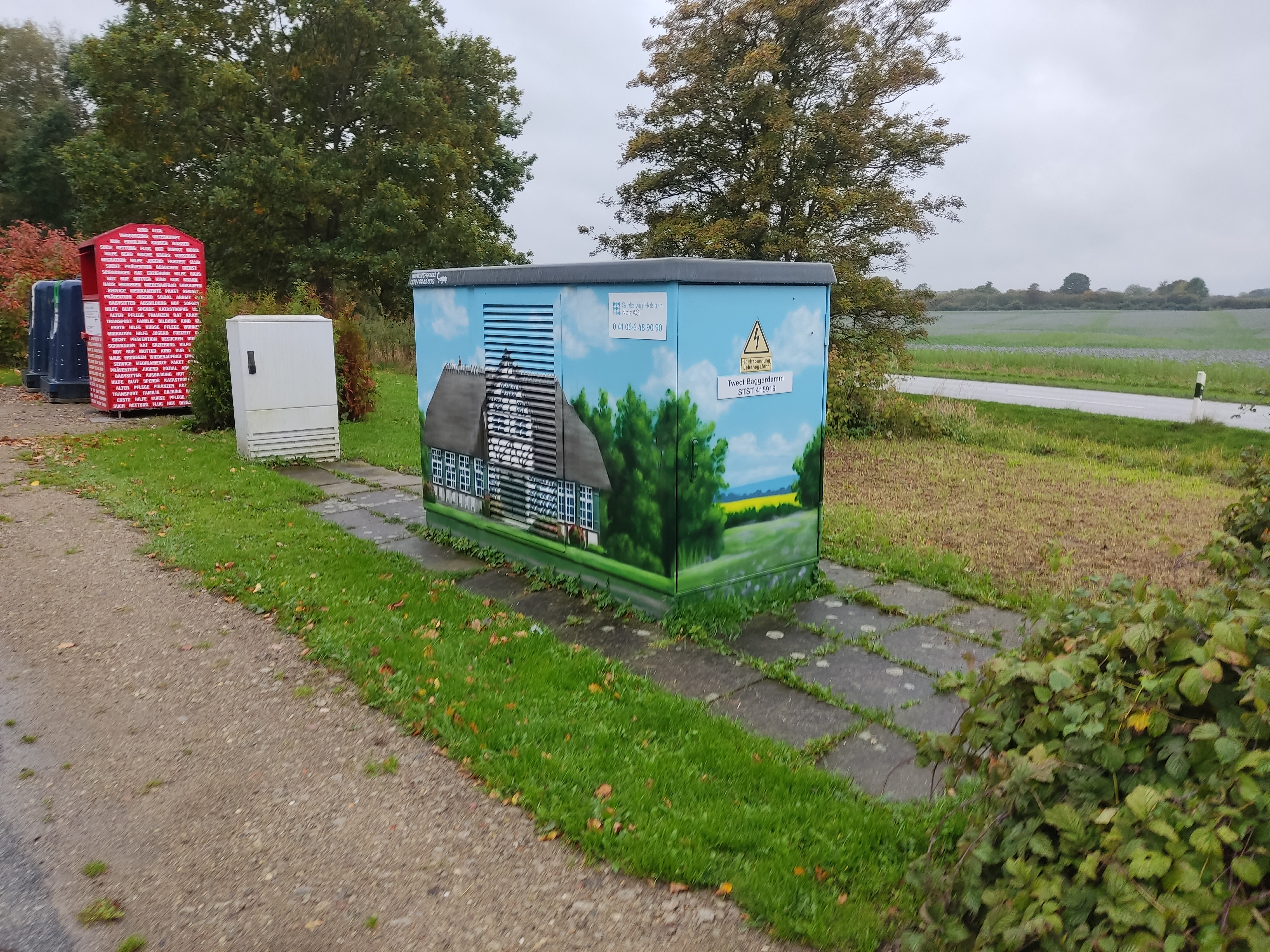
Stromkasten, Twedt Baggerdamm

### Verkehr

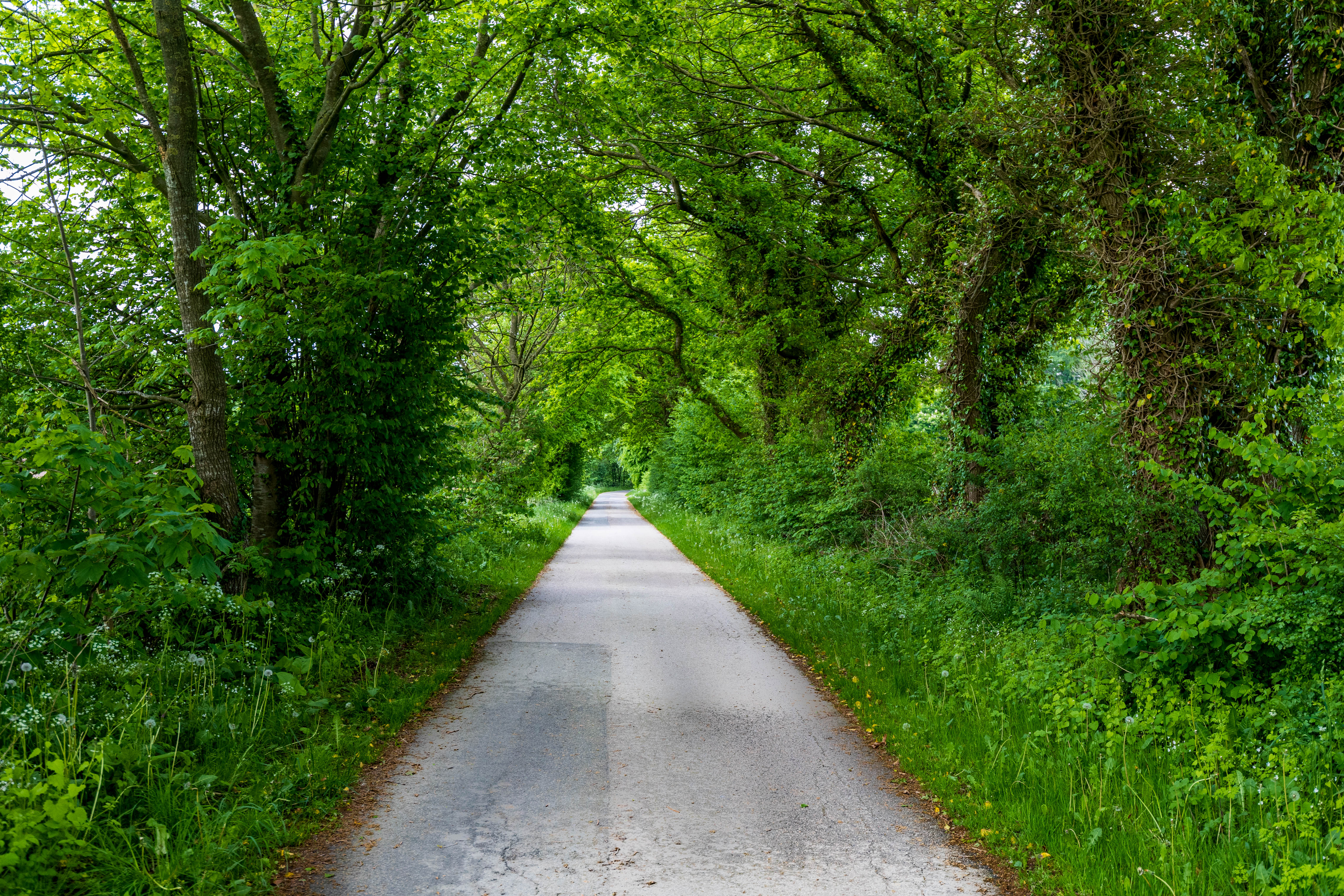
Allee in Twedt

Die Bundesstraße 201 führt im Abschnitt von Schleswig über Süderbrarup nach Kappeln direkt durch die Dorflage von Grumby und, weiter in östlicher Richtung, nordwestlich unmittelbar an jener vom namenstiftenden Ortsteil vorbei.
In Süderbrarup besteht der nächstgelegene Übergang in den Schienenpersonennahverkehr im Nahverkehrsverbund Schleswig-Holstein auf der Bahnstrecke Kiel–Flensburg (Regionalexpress (RE)-Linie 72 (Kiel–Flensburg)), am Bahnhof Schleswig in selbigen auf der Bahnstrecke Neumünster–Flensburg (RE 7 (Flensburg–Hamburg) und RE 74 (Husum–Kiel)).

## Belege
1. ↑  Statistikamt Nord – Bevölkerung der Gemeinden in Schleswig-Holstein 4. Quartal 2023 (XLSX-Datei) (Fortschreibung auf Basis des Zensus 2022) (Hilfe dazu).
2. ↑  Liste: Zuordnung der Gemeinden zu den Naturräumen. (PDF) S. 12, abgerufen am 5. Juni 2021.
3. 1 2 3  Digitaler Atlas Nord. Abgerufen am 5. Juni 2021.
4. ↑  M. Mørk Hansen: Kirkelig Statistik over Slesvig Stift: Med historiske og topografiske bemærkninger, 2, Bd., Kjøbenhavn 1864, S. 357
5. ↑  Generalstaben, Videnskabernes Selskab: Kaart over Slesvig, 1858
6. ↑  Hector Boeck: Sydslesvig, København 1953
7. ↑  Pokier im Geschichtlichen Ortsverzeichnis des Vereins für Computergenealogie, s. auch Boholzau
8. ↑  Wohnplatzverzeichnis Schleswig-Holstein 1987. (PDF) Statistisches Landesamt Schleswig-Holstein, 1992, S. 186, abgerufen am 16. Januar 2025.
9. ↑  Eine detaillierte Aufstellung aller Wohnplätze findet sich unter Wohnplatzverzeichnis Schleswig-Holstein 1987. (PDF) Statistisches Landesamt Schleswig-Holstein, 1992, S. 94f, abgerufen am 16. Januar 2025.
10. ↑  Relation: Twedt (1149340) bei OpenStreetMap. Abgerufen am 5. Juni 2021.
11. ↑  Berthold Hamer: Topographie der Landschaft Angeln. Bd. 2, Husum 1995, S. 368
12. ↑  Wolfgang Laur: Historisches Ortsnamenlexikon von Schleswig-Holstein. 2. Auflage. Neumünster 1992, S. 660.
13. ↑  Johannes Kok: Det danske folkesprog i Sønderjylland. Band 2. København 1867, S. 418 (dänisch).
14. ↑  Wolfgang Laur: Historisches Ortsnamenlexikon von Schleswig-Holstein. 2. Auflage. Neumünster 1992, S. 294.
15. ↑  Johannes Kok: Det danske folkesprog i Sønderjylland. Band 2. København 1867, S. 152 (dänisch).
16. ↑  Wolfgang Laur: Historisches Ortsnamenlexikon von Schleswig-Holstein. 2. Auflage. Neumünster 1992, S. 195.
17. ↑  Berthold Hamer: Topographie der Landschaft Angeln. Band 1. Husum Druck- und Verlagsgesellschaft, 1994, S. 171.
18. ↑  Berthold Hamer: Topographie der Landschaft Angeln. Band 2. Husum Druck- und Verlagsgesellschaft, 1995, S. 42.
19. ↑  Wolfgang Laur: Historisches Ortsnamenlexikon von Schleswig-Holstein. 2. Auflage. Neumünster 1992, S. 668.
20. ↑  Berthold Hamer: Topographie der Landschaft Angeln. Band 2. Husum Druck- und Verlagsgesellschaft, 1995, S. 338.
21. ↑  Statistisches Bundesamt (Hrsg.): Historisches Gemeindeverzeichnis für die Bundesrepublik Deutschland. Namens-, Grenz- und Schlüsselnummernänderungen bei Gemeinden, Kreisen und Regierungsbezirken vom 27. 5. 1970 bis 31. 12. 1982. W. Kohlhammer GmbH, Stuttgart/Mainz 1983, ISBN 3-17-003263-1, S. 184.
22. ↑  Zensus 2011
23. ↑  Twedt: Vater der Chronik nimmt seinen Hut, shz.de, 17. Mai 2013
24. ↑  Keine Gegenkandidaten: Dritte Amtszeit für Bürgermeister Alexander Schmidt in Twedt, shz.de, 5. Juli 2023
25. ↑  Gemeinde Twedt, wahlen-sh.de
26. ↑  Kommunale Wappenrolle Schleswig-Holstein
27. ↑  Hof Lücke aus dem Landarzt. Abgerufen am 23. August 2023.
28. ↑  Das Fernsehen auf dem Lücke Hof. Abgerufen am 23. August 2023 (deutsch).
29. ↑  Walensky: Erfahren Sie alles zur Historie der Alten Meierei Twedt. 12. April 2021, abgerufen am 23. August 2023 (deutsch).
30. ↑  Walensky: Ferienwohnungen Alte Meierei Twedt am Ostseefjord Schlei. 13. April 2021, abgerufen am 23. August 2023 (deutsch).
31. ↑  Hans Bühmann: In Harmonie leben. In: Schleswig-Holstein-Topographie. Band 10: Timmaspe - Ziethen. Wachholtz Verlag/Flying-Kiwi-Media GmbH, Flensburg 2008, ISBN 978-3-926055-92-7, S. 70.
32. ↑  Weitergehende Information siehe Liste der Windkraftanlagen in Schleswig-Holstein
33. ↑  Greve Bauunternehmen |. Abgerufen am 21. August 2023 (deutsch).
34. ↑  Wilhelmsen Twedt – Bau- und Möbeltischlerei. Abgerufen am 21. August 2023 (deutsch).
35. ↑  Malerarbeiten in Twedt | Malereibetrieb Thaysen. Abgerufen am 21. August 2023 (deutsch).